# Departamentul Managua
Departamentul Managua este una dintre cele 17 unități administrativ-teritoriale de gradul I ale statului Nicaragua. Are o populație de 1.262.978 locuitori (2005). Reședința sa este orașul Managua.